# Callichirus guineensis
Callichirus guineensis is een tienpotigensoort uit de familie van de Callianassidae. De wetenschappelijke naam van de soort is voor het eerst geldig gepubliceerd in 1928 door De Man.